# Passaporto ceco
Il passaporto ceco (Cestovní pas České republiky) è un documento di identità rilasciato ai propri cittadini dalla Repubblica Ceca per i loro viaggi fuori dall'Unione europea e dallo Spazio economico europeo
Vale come prova del possesso della cittadinanza ceca ed è necessario per richiedere assistenza e protezione presso le ambasciate ceche nel mondo.
Al 1º ottobre 2019, i cittadini cechi avevano accesso senza visto o con visto all'arrivo a 183 paesi e territori, classificando il passaporto ceco al 7º posto in termini di libertà di viaggio secondo l'indice Henley Passport. I cittadini cechi possono vivere e lavorare in qualsiasi paese all'interno dell'UE come risultato del diritto di libera circolazione e residenza concesso dall'articolo 21 del trattato UE.
Ogni cittadino ceco è anche cittadino dell'Unione europea. La nazionalità consente il libero diritto di circolazione e residenza in qualsiasi stato dell'Unione europea, in Svizzera e nello Spazio economico europeo, ma per l'identificazione è in pratica necessario un passaporto o una carta d'identità nazionale.

## Applicazione
Il passaporto è rilasciato dal Ministero degli Interni (Ministerstvo vnitra), e come è consuetudine internazionale rimane di proprietà della Repubblica Ceca e può essere ritirato in qualsiasi momento. È un documento valido come prova di cittadinanza secondo la legge ceca sulla nazionalità. I cittadini possono avere più passaporti allo stesso tempo, e i bambini possono essere inclusi nel passaporto. Il Ministero degli Affari Esteri rilascia sporadicamente una lista di nazioni con accordi di viaggio senza visto con la Repubblica Ceca.

## Caratteristiche
Il passaporto ceco rispetta le caratteristiche dei passaporti dell'Unione europea.
La copertina è di colore rosso borgogna con lo stemma della Repubblica Ceca al centro, le scritte "EVROPSKÁ UNIE" e subito sotto "ČESKÁ REPUBLIKA" sopra lo stemma e la parola "CESTOVNÍ PAS" in basso.
Nel passaporto biometrico (e-passport) compare anche l'apposito simbolo   

### Pagina di informazioni sull'identità
- Foto del titolare del passaporto (Larghezza: 35mm, Altezza: 45mm; Altezza testa (fino alla sommità dei capelli): 34.5mm; Distanza dalla parte superiore della foto alla parte superiore dei capelli: 3mm)
- Tipo (P)
- Codice (CZE)
- Passaporto n.
- 01 Cognome
- 02 Nomi
- 03 Nazionalità (Česká republika/Repubblica Ceca)
- 04 Data di nascita
- 05 Luogo di nascita
- 06 Sesso
- 07 Data di rilascio
- 08 Data di scadenza
- 09 Autorità
- 10 Firma del titolare
- 11 N. personale

La zona inferiore della pagina dei dati contiene la zona a lettura ottica.

### Nota sul passaporto
Le pagine interne di un passaporto biometrico ceco contemporaneo
I passaporti contengono tipicamente un messaggio del ministro o del funzionario incaricato del rilascio del passaporto indirizzato ai funzionari degli stati esteri, con la richiesta che al cittadino che porta il passaporto sia consentito il libero passaggio attraverso lo stato, e se in difficoltà sia fornita assistenza coerente con le norme internazionali. Oggi questo trattamento è più atteso che richiesto, ma il messaggio rimane come tradizione.
I passaporti cechi portano questo messaggio solo in ceco, in maiuscolo e come segue:
Držitel českého cestovního pasu je pod ochranou České republiky. Všichni, jichž se to může týkat, se žádají, aby v případě potřeby poskytli držiteli tohoto pasu nezbytnou pomoc a ochranu podle mezinárodního práva.
Il messaggio di cui sopra, quando non ufficialmente reso in inglese, si leggerebbe:
The holder of a Czech passport is under the protection of the Czech Republic. All those whom it may concern are hereby requested to, in times of need, render the holder of this passport all essential help and protection under international law.

### Lingue
La pagina dei dati è stampata in ceco, inglese e francese, seguita poche pagine dopo dalle traduzioni in tutte le altre lingue ufficiali dell'UE e in russo.